# Louis Gibert
Pour les articles homonymes, voir Gibert.

a Compétitions nationales et continentales officielles uniquement.

Louis Gibert, né le 27 septembre 1909 à La Grand-Combe (Gard) et mort le 19 septembre 1989 à Clermont-Ferrand (Puy-de-Dôme), est un joueur français de rugby à XV et de rugby à XIII dans les années 1920 à 1940, à l'instar de son frère cadet Henri Gibert.
Pratiquant le rugby à XV dans sa jeunesse, Louis Gibert intègre l'équipe première de l'A.S. Montferrand à partir de l'année 1928 où durant plusieurs années il sévit au poste de pilier et plus rarement en troisième ligne, disputant la finale du Challenge Yves du Manoir en 1935 avec Maurice Savy perdue contre l'U.S.A. Perpignan.
L'arrivée du code de rugby à XIII en France en 1934, portée par Jean Galia, séduit les deux frères Gibert qui intègrent le club nouvellement créé du R.C. Roanne à partir de 1935. Durant quatre saisons avec les Roannais, il accompagne le club qui va petit à petit dominer le rugby à XIII français remportant la Coupe de France en 1938 puis le Championnat de France en 1939 avec pour coéquipiers son frère Henri, Max Rousié, Jean Dauger et René Arotça.
La Seconde Guerre mondiale éclate alors et le rugby à XIII est rapidement interdit par le régime de Vichy, ce qui le contraint à retourner au rugby à XV à l'A.S. Montferrand.

## Biographie
Louis Gibert joue au rugby à XV durant sa jeunesse et fait partie des équipes de jeunes du club de l'AS Montferrand. À partir de 1928, il intègre l'equipe première du club, jouant principalement au poste de pilier mais pouvant également évoluer en troisième ligne centre ou troisième ligne aile,. En 1935, il dispute une finale de Challenge Yves du Manoir qu'il perd 6 à 0 face à l'U.S.A. Perpignan.
Au début de la saison 1935-1936, il change de code et rejoint le club de rugby à XIII du RC Roanne en compagnie de son frère Henri Gibert.
En 1945, il fait son retour à XV à l'AS Montferrand et y joue jusqu'en 1948,.
Après l'arrêt de sa carrière de joueur, il entraîne le club de Sainte-Florine puis le RC Vichy.

## Palmarès

### Rugby à XV
- Collectif :
  - Finaliste du Challenge Yves du Manoir : 1935 (AS Montferrand).

#### Statistiques en club
| Saison    | Saison                                              | Championnat                                         | Championnat                                         | Coupe                                               | Coupe                                               |
| Saison    | Saison                                              | Comp.                                               | Class.                                              | Comp.                                               | Class.                                              |
| --------- | --------------------------------------------------- | --------------------------------------------------- | --------------------------------------------------- | --------------------------------------------------- | --------------------------------------------------- |
| 1927-28   | AS Montferrand                                      | Championnat de France                               | Poule de cinq                                       |                                                     |                                                     |
| 1928-29   | AS Montferrand                                      | Championnat de France                               | Poule de trois                                      |                                                     |                                                     |
| 1929-30   | AS Montferrand                                      | Championnat de France                               | 1/4 finale                                          |                                                     |                                                     |
| 1930-31   | AS Montferrand                                      | Championnat de France                               | 1/4 finale                                          |                                                     |                                                     |
| 1931-32   | AS Montferrand                                      | Championnat de France                               | 1/2 finale                                          | Challenge Yves du Manoir                            | 3e                                                  |
| 1932-33   | AS Montferrand                                      | Championnat de France                               | Poule de neuf                                       | Challenge Yves du Manoir                            | 3e                                                  |
| 1933-34   | AS Montferrand                                      | Championnat de France                               | Poule de trois                                      | Challenge Yves du Manoir                            | 8e                                                  |
| 1934-35   | AS Montferrand                                      | Championnat de France                               | 1/8 finale                                          | Challenge Yves du Manoir                            | Finaliste                                           |
| 1940-1945 | Interdiction du rugby à XIII, passage au rugby à XV | Interdiction du rugby à XIII, passage au rugby à XV | Interdiction du rugby à XIII, passage au rugby à XV | Interdiction du rugby à XIII, passage au rugby à XV | Interdiction du rugby à XIII, passage au rugby à XV |
| 1945-46   | AS Montferrand                                      | Championnat de France                               | Phase de poules                                     | Coupe de France                                     | 1/2 finale                                          |
| 1946-47   | AS Montferrand                                      | Championnat de France                               | 1/2 finale                                          | Coupe de France                                     | Finaliste                                           |
| 1947-48   | AS Montferrand                                      | Championnat de France                               | 1/2 finale                                          | Coupe de France                                     | 1/16 finale                                         |

### Rugby à XIII
- Collectif :
  - Vainqueur du Championnat de France : 1939 (RC Roanne).
  - Vainqueur de la Coupe de France : 1938 (RC Roanne).

#### Statistiques
| Saison    | Saison    | Championnat           | Championnat | Coupe           | Coupe      |
| Saison    | Saison    | Comp.                 | Class.      | Comp.           | Class.     |
| --------- | --------- | --------------------- | ----------- | --------------- | ---------- |
| 1935-1936 | RC Roanne | Championnat de France | 1/2 finale  | Coupe de France | 1/2 finale |
| 1936-1937 | RC Roanne | Championnat de France | 1/2 finale  | Coupe de France | 1/4 finale |
| 1937-1938 | RC Roanne | Championnat de France | 1/2 finale  | Coupe de France | Vainqueur  |
| 1938-1939 | RC Roanne | Championnat de France | Champion    | Coupe de France | 1/4 finale |